# Xala
Xala ist ein Spielfilm des senegalesischen Schriftstellers und Regisseurs Ousmane Sembène aus dem Jahr 1975. Es handelt sich um eine Filmadaption seines gleichnamigen Romans von 1973. Der Filmtitel ist ein Wolof-Wort und bedeutet „Fluch“. Premiere des Films war im Juli 1975 auf dem Internationalen Filmfestival Moskau. Im deutschen Fernsehen war der Film das erste Mal am 26. März 1976 in der ARD zu sehen.

## Handlung
Der Film spielt im Senegal nach Beendung der französischen Besatzung, in dem die gesellschaftliche Oberschicht des Landes über mehr Macht als früher verfügt, sich für die breite Bevölkerung aber nicht viel verändert hat. Protagonist der Geschichte ist der Minister und Geschäftsmann El Hadji Abdou Kader, der es sich leisten kann, mehrere Ehefrauen zu haben, was nach alter Tradition immer noch legal ist. Als er seine dritte Ehefrau heiratet, wird er mit einem alten senegalesischen Fluch belegt, der ihn impotent macht und ihn in der Hochzeitsnacht beschämt. Er begibt sich erfolglos auf die Suche nach Heilung, zunächst bei einem modernen Mediziner, später auch bei traditionellen Medizinmännern (unter Verwendung von „Hexenkräften“) und mit der Zeit schwindet auch sein gesellschaftliches Ansehen und er wird schließlich nach Verlust seines politischen Amtes und seiner Firma zum Bettler.

## Interpretation
Xala ist eine Satire auf die moderne afrikanische Bourgeoisie. Die französische Kolonialzeit ist beendet, doch für die Mehrzahl der Einheimischen ist mit der politischen Veränderung keine Veränderung ihrer Lebensumstände eingetreten. Lediglich die weiße Elite ist durch eine Handvoll neuer afrikanischer Machthaber ersetzt worden. Sie sind die Gewinner der Unabhängigkeit Senegals. Die vergebliche Suche des Protagonisten nach einer Kur für seine Impotenz ist eine Metapher für die Unmöglichkeit, Befreiung zu erlangen, indem man sich als Afrikaner auf westliche Technologien und bürokratische Strukturen verlässt. Sembene selbst sprach von der Ironie einer vom Fluch der Vergangenheit heimgesuchten afrikanischen Moderne, in der das Versagen auch politische Impotenz meint.